# هاریسله
هاریسله (به آلمانی: Harrislee) یک شهر در آلمان است که در اشلسویگ-فلنسبورگ واقع شده‌است. هاریسله ۱۱٬۳۵۴ نفر جمعیت دارد.

## خواهرخوانده
شهر Bov Sogn خواهرخواندهٔ هاریسله هست.